# San Sebastián Coatán
San Sebastián Coatán é uma cidade da Guatemala do departamento de Huehuetenango.